# Tổng thống Azerbaijan
Tổng thống Cộng hòa Azerbaijan là nguyên thủ quốc gia của Azerbaijan. Hiến pháp tuyên bố rằng tổng thống là hiện thân của quyền lực hành pháp, tổng tư lệnh, "người đại diện Azerbaijan trong các chính sách đối nội và đối ngoại", và ông ấy/bà ấy "sẽ có quyền miễn trừ [khỏi bị truy tố]." Tổng thống nắm quyền thông qua văn phòng điều hành của mình, Chính quyền Tổng thống, bao gồm một nhóm các thư ký và bộ trưởng các bộ. Ngoài ra, có một Nội các thực hiện chính sách kinh tế và xã hội và Hội đồng An ninh về các vấn đề đối ngoại, quân sự và tư pháp.
Nơi làm việc chính là tòa nhà tổng thống (còn gọi khu phức hợp tổng thống) ở phố Istiglaliyyat, Baku. Ilham Aliyev, con trai của cựu tổng thống, Heydar Aliyev, được bầu làm tổng thống thứ 4 và đương nhiệm từ ngày 31 tháng 10 năm 2003 sau khi cha ông từ chức vì sức khỏe xấu đi.

## Quy trình tuyển chọn và nhiệm kỳ

### Điều kiện
Các ứng cử viên cho chức vụ Tổng thống  phải là công dân Azerbaijan không giới hạn độ tuổi và đã sống ở Azerbaijan ít nhất 10 năm. Theo Hiến pháp của Azerbaijan, một người có thể đảm nhiệm chức vụ Tổng thống với số nhiệm kỳ không giới hạn.

### Bầu cử
Mỗi phe trong Quốc hội có quyền đề cử một ứng cử viên cho các cuộc bầu cử tổng thống.  Số chữ ký tối thiểu cho một ứng cử viên tổng thống do một đảng chính trị không có đại diện quốc hội đưa ra là 40.000 chữ ký, trước khi sửa đổi luật
Mỗi phe phái trong  Quốc hội có quyền đề cử một ứng cử viên cho cuộc bầu cử tổng thống. Trước khi sửa đổi luật, ứng viên do một đảng chính trị không có đại diện quốc hội đề cử phải có đủ tối thiểu 40,000 chữ ký.

### Nhiệm kỳ
Trước năm 2009, nhiệm kỳ của Tổng thống là năm năm, tối đa là hai nhiệm kỳ. Một cuộc trưng cầu dân ý vào năm 2009 đã loại bỏ giới hạn về số nhiện, và vào năm 2016, một cuộc trưng cầu dân ý khác đã tăng thời hạn lên bảy năm. Theo chính quyền Azerbaijan, nhiệm kỳ dài hơn sẽ tạo ra sự liên tục hơn trong việc ban hành quyết định. Ủy ban Venice, mà Azerbaijan là thành viên, cảnh báo rằng điều này và các điều khoản khác của cuộc trưng cầu dân ý đã trao quyền "chưa từng có" cho tổng thống và có thể làm đảo lộn nghiêm trọng cán cân quyền lực.

### Nhậm chức
Lễ nhậm chức chính thức của Tổng thống không được tổ chức công khai, diễn ra với sự tham dự của các quan chức nhà nước Azerbaijan (đại diện của các đảng phái chính trị, tổ chức quần chúng, quân nhân, nhân vật tôn giáo), các thành viên chính phủ, đại biểu Quốc hội, gia đình tổng thống, đại diện nước ngoài và các khách mời khác.
Nó được tổ chức trong vòng ba ngày sau khi Tòa án Hiến pháp xác nhận tổng thống đắc cử, trong đó tổng thống tuyên thệ sau đây:
"Tôi xin thề, trong khi thực hiện quyền hạn của Tổng thống Cộng hòa Azerbaijan, tuân thủ Hiến pháp của Cộng hòa Azerbaijan, để bảo vệ độc lập và toàn vẹn lãnh thổ của nhà nước và phục vụ nhân dân với thái độ tôn trọng."

Sau đó, người được bầu làm Tổng thống Azerbaijan đặt tay phải của mình lên kinh Koran và tuyên thệ như sau:
"Tôi sẽ trung thành với các giá trị đạo đức và truyền thống dân tộc được tạo ra bởi người Azerbaijan trong nhiều thế kỷ, và tôi sẽ luôn đề cao chúng."

Sau đó, Tổng thống đắc cử của Azerbaijan cúi đầu và hôn quốc kỳ Azerbaijan. Buổi lễ kết thúc với bài phát biểu của Tổng thống đắc cử Azerbaijan. Sau đây là danh sách các lễ nhậm chức của tổng thống:
| Địa điểm           | Ngày                 |
| Tòa nhà Quốc hội   | 17 tháng 6 năm 1992  |
| Cung Heydar Aliyev | 10 tháng 10 năm 1993 |
| Cung Heydar Aliyev | 18 tháng 10 năm 1998 |
| Cung Heydar Aliyev | 31 tháng 10 năm 2003 |
| Cung Heydar Aliyev | 24 tháng 10 năm 2008 |
| Tòa nhà Quốc hội   | 19 tháng 10 năm 2013 |

## Quyền hạn và trách nhiệm

### Người bảo lãnh Hiến pháp
Với tư cách là người bảo đảm Hiến pháp và toàn bộ hệ thống luật theo hiến pháp, tổng thống đảm bảo rằng các hiến pháp, luật và quy định của các lãnh thổ hợp thành Azerbaijan hoàn toàn tuân thủ Hiến pháp và luật liên bang của quốc gia.

### Chính sách Đối ngoại
Tổng thống được trao nhiều quyền để thực hiện chính sách đối ngoại của nhà nước. Tổng thống xác định quan điểm của Azerbaijan trong các vấn đề quốc tế và đại diện cho nhà nước trong quan hệ quốc tế, tiến hành các cuộc đàm phán và ký kết phê các văn kiện.

### Chính sách quân sự
Tổng thống giữ vai trò là Tổng tư lệnh tối cao của Lực lượng Vũ trang Azerbaijani. Với tư cách này, anh ta có quyền tuyên bố thiết quân luật.

## Các cơ quan dưới quyền Tổng thống

### Văn phòng Tổng thống
Văn phòng Tổng thống Azerbaijan là cơ quan hành pháp của Tổng thống, và chịu trách nhiệm thực hiện các quyết định của Tổng thống theo hiến định. The headquarters of office is located on Istiglaliyyat Street in Baku. Chánh văn phòng hiện tại là Samir Nuriyev.

### Hội đồng An ninh

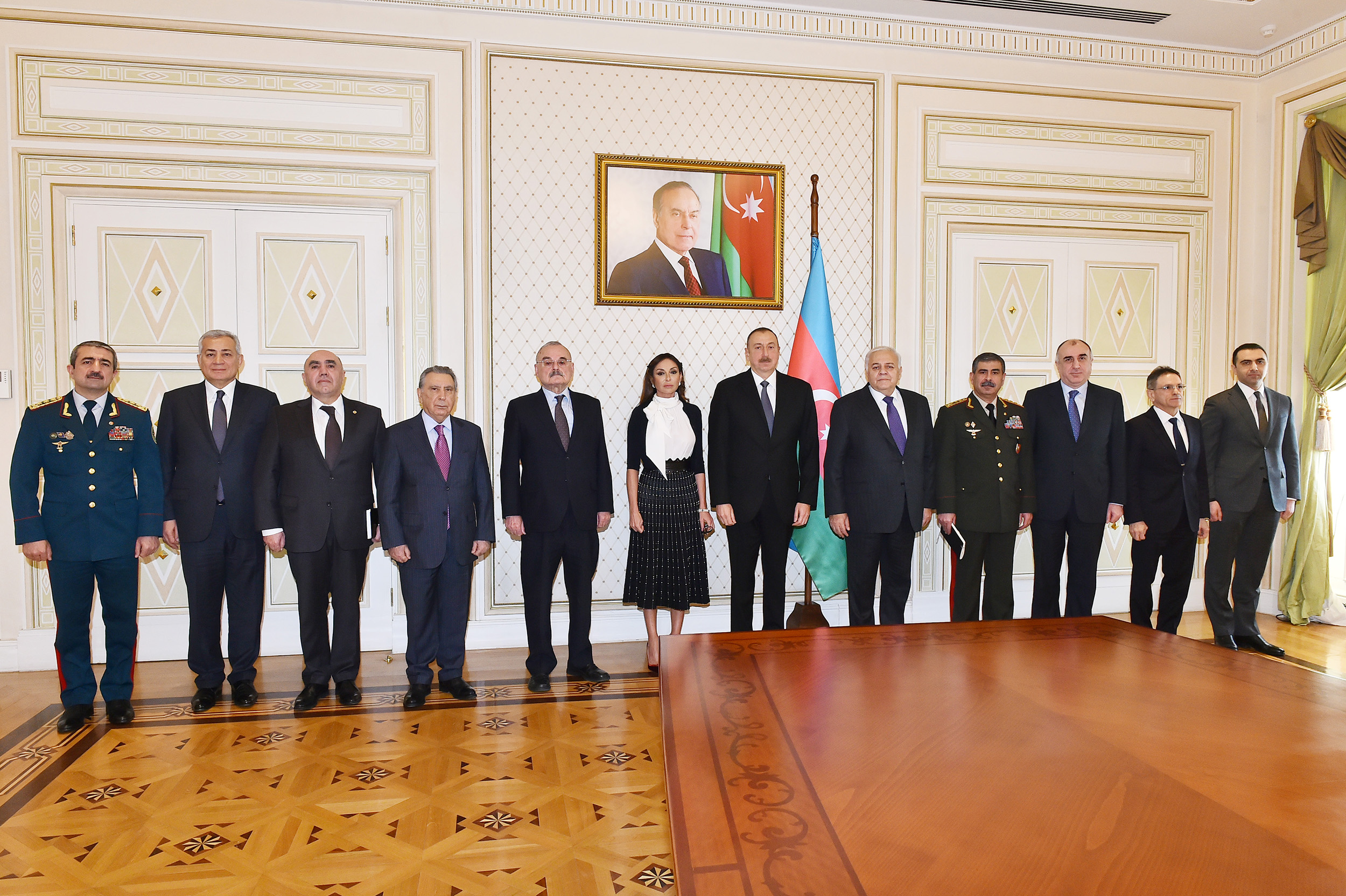
Một cuộc họp của Hội đồng An ninh.

Hội đồng An ninh (Təhlükəsizlik Şurası) là cơ quan cố vấn cho Tổng thống, được thành lập ngày 10 tháng 4 năm 1997. Hội đồng An ninh đảm bảo tạo điều kiện để Tổng thống thực hiện các quyền hạn hiến định của mình trong lĩnh vực an ninh. Chủ tịch Hội đồng An ninh dưới thời Tổng thống Azerbaijan là Tổng thống Azerbaijan. Những người sau đây là thành viên của hội đồng:
| Chức vụ                                                       | Đương nhiệm      |
| ------------------------------------------------------------- | ---------------- |
| Tổng thống/Chủ tịch                                           | Ilham Aliyev     |
| Phó Tổng thống Azerbaijan                                     | Mehriban Aliyeva |
| Thư ký Hội đồng An ninh                                       | Ramil Usubov     |
| Thủ tướng Azerbaijan                                          | Ali Asadov       |
| Chủ tịch Quốc hội Azerbaijan                                  | Sahiba Gafarova  |
| Chánh Văn phòng Tổng thống                                    | Samir Nuriyev    |
| Cố vấn Tổng thống về Thực thi Pháp luật và Các vấn đề Quân sự | Fuad Alasgarov   |
| Tổng Công tố Azerbaijan                                       | Kamran Aliyev    |
| Bộ trưởng Bộ Nội vụ                                           | Vilayat Eyvazov  |
| Bộ trưởng Bộ Quốc phòng                                       | Zakir Hasanov    |
| Bộ Ngoại giao                                                 | Jeyhun Bayramov  |
| Cục trưởng Cục Biên giới Quốc gia                             | Elchin Guliyev   |
| Cục trưởng Cục An ninh Quốc gia                               | Ali Nağıyev      |
| Cục trưởng Cục Tình báo nước ngoài                            | Orxan Sultanov   |

Các cố vấn quân sự chủ yếu cho Tổng thống Azerbaijan trước đây bao gồm Nuraddin Sadigov (1993–1999), Tofig Aghahuseynov (1997–2002) và Vahid Aliyev (từ tháng 4 năm 2002).

## Biểu tượng
- Kèn hiệu Tổng thống Azerbaijan.

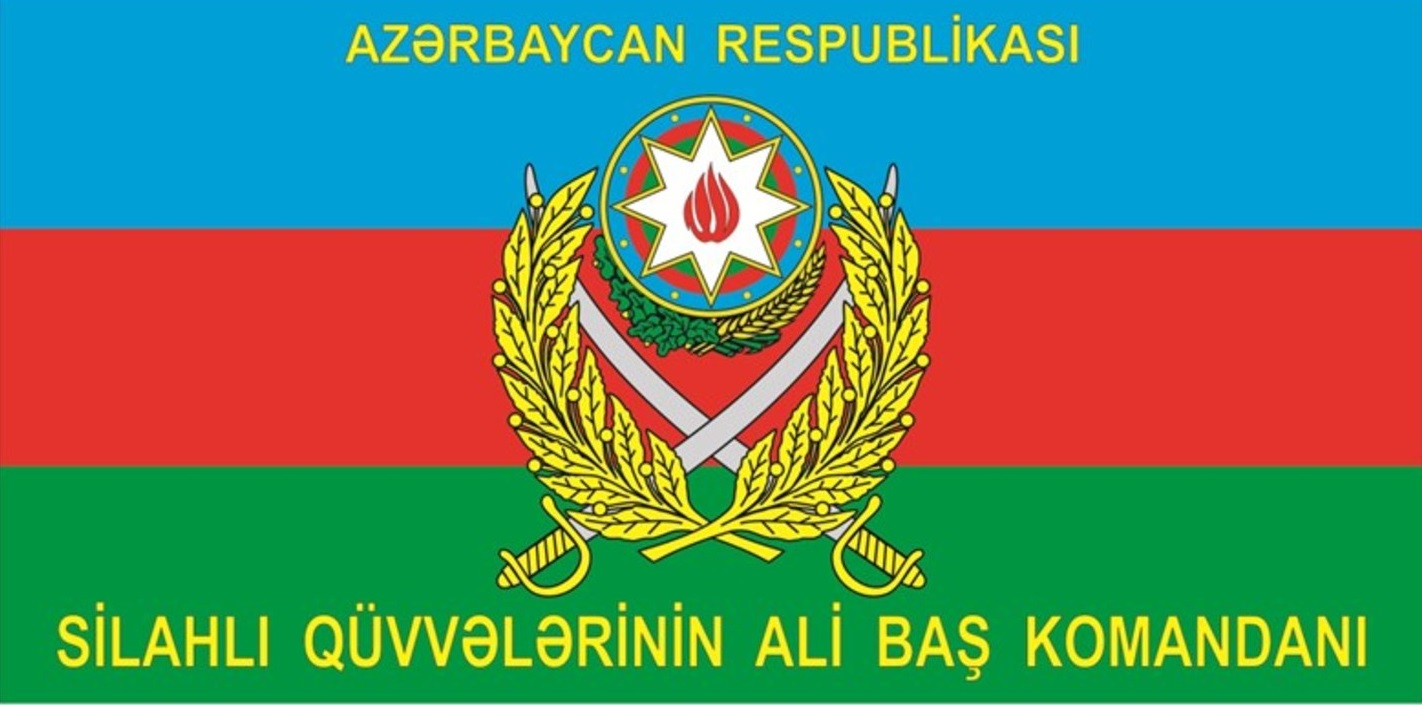
Hiệu kỳ Tổng tư lệnh Tối cao.
Hiệu kỳ Tổng thống Azerbaijan
Cờ Tổng thống Azerbaijan trên một con tàu của Cục Biên giới Quốc gia.
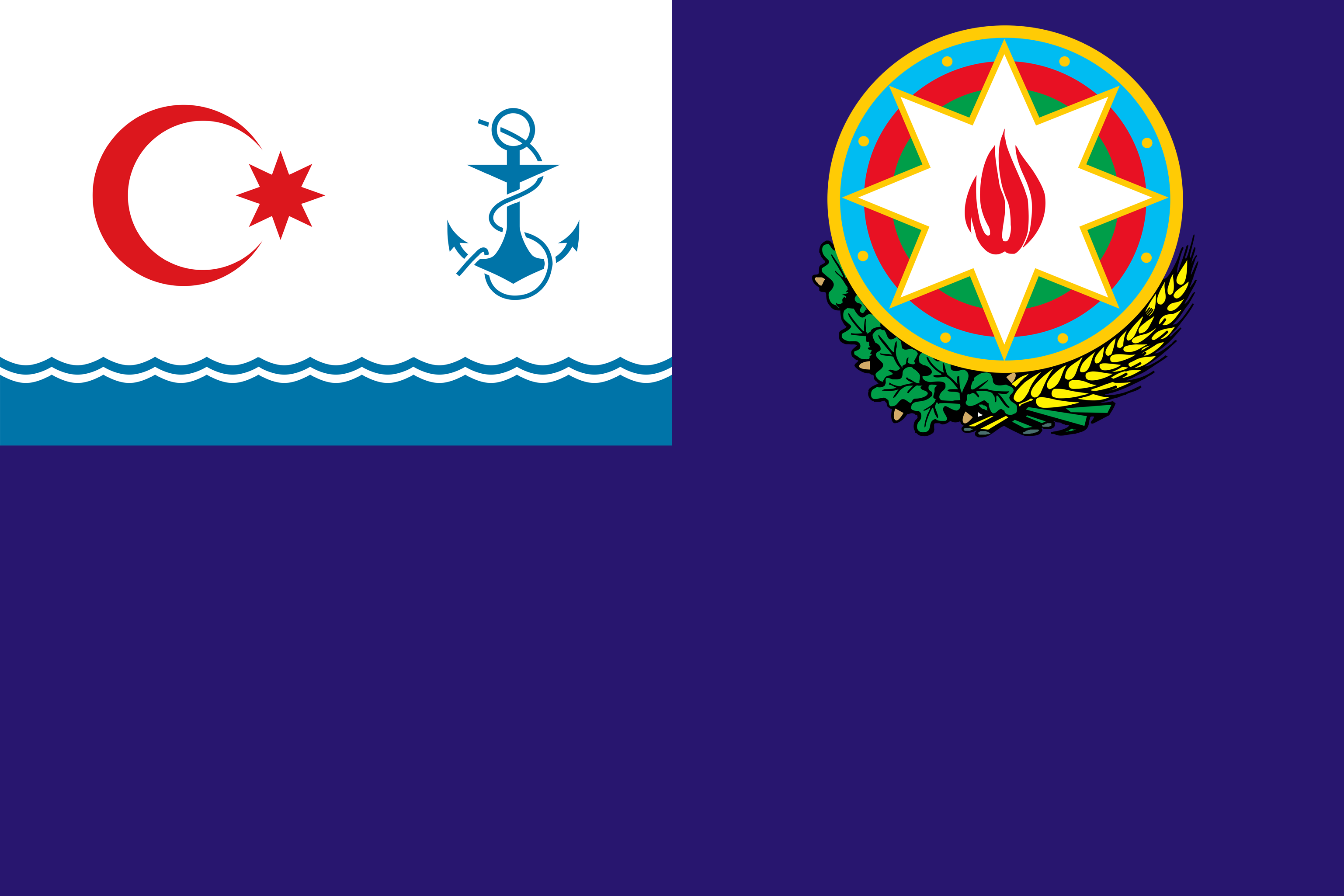
Cờ Tổng thống Azerbaijan trên một con tàu của Bộ Tình trạng Khẩn cấp.

### Cờ nghi thức
Sau khi tổng thống đắc cử tuyên thệ nhậm chức, cờ nghi thức được giao cho tổng thống. Những hình tượng trưng này được sử dụng để biểu thị vị trí của chức vụ Tổng thống và được sử dụng trong những dịp đặc biệt. Cờ nghi thức là một phiên bản hình vuông của Quốc kỳ Azerbaijan, ở trung tâm với quốc huy Azerbaijan. Viền vàng được thêm vào cờ nghi thức. Bản sao của cờ nghi thức được sử dụng trong văn phòng của Tổng thống, các cơ quan nhà nước khác và trong khi tổng thống di chuyển bằng xe bên trong Azerbaijan. Một phiên bản tỷ lệ 2: 3 của lá cờ được sử dụng khi Tổng thống ở trên biển. Đây là biểu tượng được sử dụng nhiều nhất để biểu thị sự hiện diện của tổng thống Azerbaijan.

### Quân kỳ
Quân kỳ của Tổng tư lệnh tối cao Lực lượng vũ trang Azerbaijan đã được phê chuẩn theo sắc lệnh của Tổng thống Ilham Aliyev vào ngày 11 tháng 4 năm 2019. Quân kỳ của Tổng tư lệnh tối cao là biểu tượng quân sự chính thức của Tổng thống Azerbaijan, với bản gốc được lưu giữ trong phòng quân chủng của Tổng thống nằm trong Phủ Tổng thống. Nó giống lá cờ quân đội nhưng có dòng chữ "Tổng tư lệnh tối cao các lực lượng vũ trang của Azerbaijan".

### Vật tượng trưng

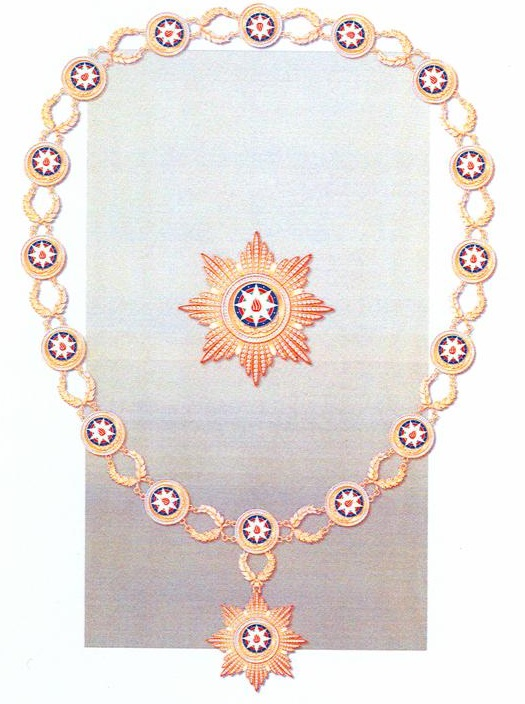
Vật tượng trưng của Tổng thống.

Vật tượng trưng của Tổng thống (Prezidentinin döş nişanı) được phê chuẩn theo nghị định vào ngày 15 tháng 9 năm 2008. Nó có hình một ngôi sao bát giác làm bằng vàng 18 carat, đặt trong một hình tròn. Ở trung tâm sử dụng hình ảnh Quốc huy của Azerbaijan, được bao quanh bởi hai vòng tròn và 60 viên kim cương được xếp giữa các vòng tròn.

## Dinh thự
Dinh thự chính (từ năm 2008) của tổng thống là Zagulba (tiếng Azerbaijani: Zaqulba). Ngoài ra, tổng thống có một số nơi cư trú không chính thức bên ngoài Baku:
- Cung Tổng thống Thanh niên
- Cung Tổng thống Miền núi ở Qabala
- Nhà khách "Tự do"
- Cung Hạnh phúc
- Cung Gulustan
- Thư viện Tổng thống
- Khu phức hợp Điều trị và Giải trí "Marxal"

Cũng như một số dinh thự nghỉ dưỡng:
- Novkhani (tiếng Azerbaijani: Novxanı), Novkhani, Absheron Rayon
- Khoshbulaq (tiếng Azerbaijani: Xoşbulaq), Daşkəsən, Quận Dashkasan
- Göy Saray ở Baku
- Cung Mùa hè Tổng thống Vahdat ở Shamakhi
- Nhà khách "Ulduz"
- Nhà khách "Thanh niên"

## Chuyên chở và an ninh

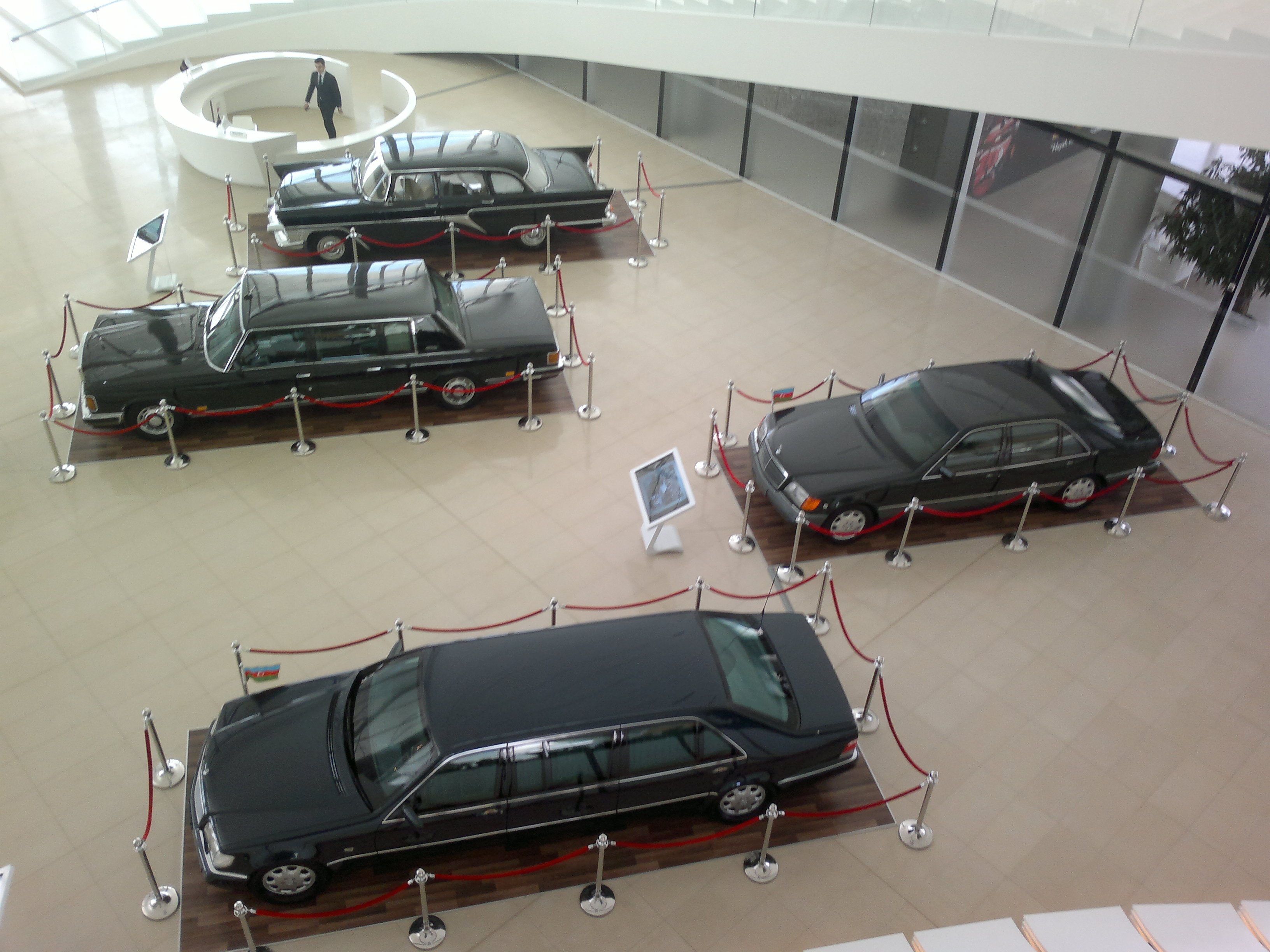
Ô tô thuộc về Heydar Aliyev ở Trung tâm Heydar Aliyev (GAZ-13, ZIL-41047, 1991 W140-600, 1994 W140)

Cơ quan vận chuyển quốc gia cho tổng thống Azerbaijan được cung cấp bởi Nhà xe Đáp ứng Đặc biệt, đó là một đơn vị trong Cơ quan bảo vệ nhà nước đặc biệt.
- Xe Limousine
  - Maybach 62
  - Mercedes-Benz W221
- Hộ tống danh dự (xe máy)
  - BMW
- Máy bay đường dài
- Boeing 767-300ER  4K-AI01 "Baku-1" Máy bay chính
- Airbus A319-100 4K-AI02 "Baku-2"
- Gulfstream G550 4K-AI06

Máy bay tổng thống sử dụng cùng một bảng màu với máy bay AZAL tiêu chuẩn, ngoại trừ việc sử dụng Quốc huy Azerbaijan hoặc Cờ nghi thức Tổng thống trên đuôi máy bay thay vì quốc kỳ Azerbaijan.

## Tổng thống Cộng hòa Azerbaijan (1991–nay)
| Số  | Tổng thống (sinh–mất) | Tổng thống (sinh–mất)                                            | Nhiệm kỳ | Nhiệm kỳ             | Nhiệm kỳ            | Chính đảng                        | Chính phủ        | Bầu cử              | Ghi chú |
| Số  | Chân dung | Tên                                                              | Bổ nhiệm | Miễn nhiệm           | Thời gian đảm nhiệm | Chính đảng                        | Chính phủ        | Bầu cử              | Ghi chú |
| --- | --- | ---------------------------------------------------------------- | --- | -------------------- | ------------------- | --------------------------------- | ---------------- | ------------------- | ------- |
| 1   | | Ayaz Mutallibov tiếng Azerbaijani: Ayaz Mütəllibov (1938-2022)   | 30 tháng 8 năm 1991 | 6 tháng 3 năm 1992   | 189 ngày            | Không đảng phái                   | 1. Mütəllibov II | 1991                |         |
| 1   | Chiến tranh Nagorno-Karabakh lần thứ nhất; Thảm sát Khojaly; Chiếm đóng Shusha; Máy bay Mil Mi-8 Azerbaijan bị bắt hạ năm 1991. Bị buộc phải nộp đơn từ chức sau áp lực từ Mặt trận Nhân dân Azerbaijan. | Ayaz Mutallibov tiếng Azerbaijani: Ayaz Mütəllibov (1938-2022)   | |                      |                     |                                   |                  |                     |         |
| -   | | Yagub Mammadov (quyền) tiếng Azerbaijani: Yaqub Məmmədov (1941-) | 6 tháng 3 năm 1992 | 14 tháng 5 năm 1992  | 69 ngày             | Không đảng phái                   | —                | —                   | [ 23 ]  |
| -   | Bị lật đổ bởi cuộc nổi dậy vũ trang do Mặt trận Nhân dân Azerbaijan. | Yagub Mammadov (quyền) tiếng Azerbaijani: Yaqub Məmmədov (1941-) | |                      |                     |                                   |                  |                     | [ 23 ]  |
| (1) | | Ayaz Mutallibov tiếng Azerbaijani: Ayaz Mütəllibov (1938-2022)   | 14 tháng 5 năm 1992 | 18 tháng 5 năm 1992  | 4 ngày              | Không đảng phái                   | Mütəllibov II    | —                   |         |
| (1) | Cách chức sau khi được tiếp quản bởi Mặt trận Nhân dân Azerbaijan. | Ayaz Mutallibov tiếng Azerbaijani: Ayaz Mütəllibov (1938-2022)   | |                      |                     |                                   |                  |                     |         |
| -   | không khung | Isa Gambar (quyền) tiếng Azerbaijani: İsa Qəmbər (1957-)         | 19 tháng 5 năm 1992 | 16 tháng 6 năm 1992  | 28 ngày             | Đảng Mặt trận Nhân dân Azerbaijan | —                | —                   | [ 24 ]  |
| -   | không khung | Isa Gambar (quyền) tiếng Azerbaijani: İsa Qəmbər (1957-)         | Nhận nhiệm vụ tạm thời của Tổng thống cho đến khi bầu cử quốc gia năm 1992. |                      |                     |                                   |                  |                     | [ 24 ]  |
| 2   | | Abulfaz Elchibey tiếng Azerbaijani: Əbülfəz Elçibəy (1938–2000)  | 16 tháng 6 năm 1992 | 24 tháng 6 năm 1993  | 1 year              | Đảng Mặt trận Nhân dân Azerbaijan | 2. Elçibəy I     | 1992                | [ 25 ]  |
| 2   | Lục quân Nga, một trong số các nước cộng hòa thuộc Liên Xô, lần đầu tiên rút khỏi Azerbaijan; Đồng tiền quốc gia Azerbaijan đã được đưa vào lưu thông; Quỹ Ngân khố Quốc gia được thành lập; Lần đầu tiên tổ chức kỳ thi tuyển sinh vào trung học phổ thông và giáo dục nghề nghiệp bằng phương thức trắc nghiệm; Việc thành lập các tổ chức tư nhân trong lĩnh vực giáo dục đã được chấp thuận; Thông qua chữ cái Latin; Thành lập SOCAR; Tái thành lập Lực lượng Vũ trang Azerbaijan; Chiến dịch Goranboy. | Abulfaz Elchibey tiếng Azerbaijani: Əbülfəz Elçibəy (1938–2000)  | |                      |                     |                                   |                  |                     | [ 25 ]  |
| -   | không khung | Heydar Aliyev tiếng Azerbaijani: Heydər Əliyev (1923–2003)       | 24 tháng 6 năm 1993 | 10 tháng 10 năm 1993 | 108 ngày            | Tân Đảng Azerbaijan               | 3. H.Əliyev II   | —                   |         |
| 3   | không khung | Heydar Aliyev tiếng Azerbaijani: Heydər Əliyev (1923–2003)       | 10 tháng 10 năm 1993 | 31 tháng 10 năm 2003 | 10 năm              | Tân Đảng Azerbaijan               | 3. H.Əliyev II   | 1993 1998           | [ 26 ]  |
| 3   | không khung | Heydar Aliyev tiếng Azerbaijani: Heydər Əliyev (1923–2003)       | Thành lập YAP; Sùng bái cá nhân Heydar Aliyev; Đường ống Baku–Tbilisi–Ceyhan; Đường ống nam Caucasus; Vụ đánh bom tàu điện ngầm Baku năm 1994. Sống sót qua được âm mưu đảo chính năm 1995. |                      |                     |                                   |                  |                     | [ 26 ]  |
| 4   | không khung | Ilham Aliyev tiếng Azerbaijani: İlham Əliyev (1961-)             | 31 tháng 10 năm 2003 | Đương nhiệm          | 21 năm, 149 ngày    | Tân Đảng Azerbaijan               | 6. İ.Əliyev I    | 2003 2008 2013 2018 | [ 27 ]  |
| 4   | không khung | Ilham Aliyev tiếng Azerbaijani: İlham Əliyev (1961-)             | Azerbaijan đã được bầu làm thành viên không thường trực của Hội đồng Bảo an Liên Hiệp Quốc; chặn đứng âm mưu khủng bố Baku năm 2007; Thảm sát Học viện Dầu mỏ Azerbaijan; Đụng độ Mardakert năm 2010; Biểu tình Azerbaijan năm 2011; Eurovision Song Contest 2012; Biểu tình Baku năm 2013; Xung đột Armenia–Azerbaijan năm 2014; Bắn hạ Mil Mi-24 Nagorno-Karabakh năm 2014; Đại hội Thể thao châu Âu 2015; Xung đột Nagorno-Karabakh năm 2016; Đường đua Thành phố Baku; Đại hội thể thao đoàn kết Hồi giáo năm 2017; Xung đột Armenia–Azerbaijan năm 2020; Chiến tranh Nagorno-Karabakh 2020. |                      |                     |                                   |                  |                     | [ 27 ]  |

## Bầu cử gần nhất
| Ứng cử viên                        | Đảng                                       | Số phiếu  | %     |
| ---------------------------------- | ------------------------------------------ | --------- | ----- |
| Ilham Aliyev                       | Đảng Azerbaijan mới                        | 3,394,898 | 86.02 |
| Zahid Oruj                         | Không đảng phái                            | 122,956   | 3.12  |
| Sardar Mammadov                    | Đảng Dân chủ Azerbaijan                    | 119,621   | 3.03  |
| Gudrat Hasanguliyev                | Đảng Mặt trận Nhân dân Azerbaijan Toàn vẹn | 119,311   | 3.02  |
| Hafiz Hajiyev                      | Đảng Bình đẳng Hiện đại                    | 59,924    | 1.52  |
| Araz Alizadeh                      | Đảng Dân chủ Xã hội                        | 54,533    | 1.38  |
| Faraj Guliyev                      | Đảng Phong trào Khôi phục Quốc gia         | 45,967    | 1.17  |
| Razi Nurullayev                    | Không đảng phái                            | 29,229    | 0.74  |
| Không có hiệu lực/phiếu trắng      | Không có hiệu lực/phiếu trắng              | 12,413    | –     |
| Tổng                               | Tổng                                       | 3,958,852 | 100   |
| Phiếu bầu/người tham dự đã đăng ký | Phiếu bầu/người tham dự đã đăng ký         | 5,332,817 | 74.24 |
| Nguồn: CEC                         |                                            |           |       |